# 側條濱海龍
側條濱海龍（学名：Bhanotia fasciolata），为輻鰭魚綱棘背魚目海龍魚科的其中一種，分布於東印度洋及西太平洋海域，棲息深度3-25公尺，頭部下面具有不明顯深色橫帶，體長可達9公分，棲息在泥底質海域，卵胎生。
其种加词“fasciolata”意为“有条带的”。